# Андріївська селищна територіальна громада
Андріївська селищна територіальна громада — територіальна громада в Україні, у Бердянському районі Запорізької області з адміністративним центром у селищі міського типу Андріївка.

## Загальна інформація
Площа території — 498,7 км², населення громади — 7 001 особа (2020 р.).

## Населені пункти
До складу громади увійшли смт Андріївка, села Дахно, Дмитрівка, Долинське, Іванівка, Коза, Кримка, Новосільське, Оленівка, Сахно, Софіївка, Успенівка, Шевченка та Шевченкове.

## Історія
Створена у 2020 році, відповідно до розпорядження Кабінету Міністрів України № 713-р від 12 червня 2020 року «Про визначення адміністративних центрів та затвердження територій територіальних громад Запорізької області», шляхом об'єднання територій та населених пунктів Андріївської селищної, Долинської та Дмитрівської сільських рад Бердянського району Запорізької області.